# Tornei di tennis maschili nel 1941
Prima della nascita della cosiddetta "Era Open" del tennis, ossia l'apertura ai tennisti professionisti dei tornei che prima di quell'anno erano riservati ai tennisti dilettanti. Nel 1941 i tornei si distinguevano in pro e amatoriali: ai primi potevano partecipare solo i giocatori professionisti, mentre ai secondi potevano partecipare solo i tennisti dilettanti. Tutti i tornei più importanti erano amatoriali tra questi c'erano i tornei del Grande Slam. A causa della seconda guerra mondiale la maggior parte dei tornei furono cancellati, gli altri si disputarono lontano dagli scenari bellici: tra questi c'era lo U.S. National Championships, unico torneo dello Slam disputato durante la guerra.

## Calendario

### Legenda
| Tornei amatoriali       |
| Tornei professionistici |

### Gennaio
| Settimana  | Torneo                                                                         | Vincitore                       | Finalista     | Semifinalisti | Eliminati ai quarti |
| ---------- | ------------------------------------------------------------------------------ | ------------------------------- | ------------- | ------------- | ------------------- |
| gennaio    | South Australian Championships 1941 Adelaide, Australia Singolare - Doppio     | Adrian Quist 6-2, 6-4, 6-8, 6-4 | John Bromwich |               |                     |
| gennaio    | South Australian Championships 1941 Adelaide, Australia Singolare - Doppio     |                                 |               |               |                     |
| 12 gennaio | Dixie Championships 1941 Tampa, USA Singolare - Doppio                         | Frank Kovacs 6-0 6-3 6-2        | Edward Alloo  |               |                     |
| 12 gennaio | Dixie Championships 1941 Tampa, USA Singolare - Doppio                         |                                 |               |               |                     |
| 22 gennaio | Florida State Championships 1941 Orlando, USA Singolare - Doppio               | Frank Kovacs 6-2 6-4 6-0        | Don McNeill   |               |                     |
| 22 gennaio | Florida State Championships 1941 Orlando, USA Singolare - Doppio               |                                 |               |               |                     |
| 26 gennaio | Florida West Coast Championships 1941 Saint Petersburg, USA Singolare - Doppio | Frank Kovacs 13-11 2-6 6-2 6-1  | Bobby Riggs   |               |                     |
| 26 gennaio | Florida West Coast Championships 1941 Saint Petersburg, USA Singolare - Doppio |                                 |               |               |                     |

### Febbraio
| Settimana   | Torneo                                                                        | Vincitore                        | Finalista    | Semifinalisti | Eliminati ai quarti |
| ----------- | ----------------------------------------------------------------------------- | -------------------------------- | ------------ | ------------- | ------------------- |
| 2 febbraio  | University of Florida Championships 1941 Coral Gables, USA Singolare - Doppio | Frank Kovacs 4-6 1-6 8-6 8-6 6-1 | Bobby Riggs  |               |                     |
| 2 febbraio  | University of Florida Championships 1941 Coral Gables, USA Singolare - Doppio |                                  |              |               |                     |
| 10 febbraio | South Florida Championships 1941 Palm Beach, USA Singolare - Doppio           | Bobby Riggs 6-3 6-2 6-3          | Jack Kramer  |               |                     |
| 10 febbraio | South Florida Championships 1941 Palm Beach, USA Singolare - Doppio           |                                  |              |               |                     |
| 17 febbraio | Mid-Winter Championships 1941 Fort Lauderdale, USA Singolare - Doppio         | Bobby Riggs 6-4 6-4 4-6 4-6 6-4  | Frank Kovacs |               |                     |
| 17 febbraio | Mid-Winter Championships 1941 Fort Lauderdale, USA Singolare - Doppio         |                                  |              |               |                     |

### Marzo
| Settimana | Torneo                                                                                  | Vincitore                | Finalista    | Semifinalisti | Eliminati ai quarti |
| --------- | --------------------------------------------------------------------------------------- | ------------------------ | ------------ | ------------- | ------------------- |
| 3 marzo   | Georgia Championships 1941 (Southeastern Championships) Atlanta, USA Singolare - Doppio | Bobby Riggs 6-4 6-4 6-4  | Bill Talbert |               |                     |
| 3 marzo   | Georgia Championships 1941 (Southeastern Championships) Atlanta, USA Singolare - Doppio |                          |              |               |                     |
| 9 marzo   | Florida Invitational 1941 Pensacola, USA Singolare - Doppio                             | Bobby Riggs 6-2 6-4 6-3  | Frank Kovacs |               |                     |
| 9 marzo   | Florida Invitational 1941 Pensacola, USA Singolare - Doppio                             |                          |              |               |                     |
| 16 marzo  | US Indoors 1941 Oklahoma City, USA Singolare - Doppio                                   | Frank Kovacs 6-0 6-4 6-2 | Wayne Sabin  |               |                     |
| 16 marzo  | US Indoors 1941 Oklahoma City, USA Singolare - Doppio                                   |                          |              |               |                     |

### Aprile
| Settimana | Torneo                                                                             | Vincitore                      | Finalista                | Semifinalisti | Eliminati ai quarti |
| --------- | ---------------------------------------------------------------------------------- | ------------------------------ | ------------------------ | ------------- | ------------------- |
| 21 aprile | North & South Pro Championships 1941 Pinehurst, USA Terra rossa Singolare - Doppio | Fred Perry 6-4 3-6 2-6 8-6 6-1 | Dick Skeen               |               |                     |
| 21 aprile | North & South Pro Championships 1941 Pinehurst, USA Terra rossa Singolare - Doppio | Fred Perry Vincent Richards    | Dick Skeen Johnny Faunce |               |                     |
| 24 aprile | River Oaks International Tennis Tournament 1941 Houston, USA Singolare - Doppio    | Frank Kovacs 6-2 6-3 6-4       | Bryan Grant              |               |                     |
| 24 aprile | River Oaks International Tennis Tournament 1941 Houston, USA Singolare - Doppio    |                                |                          |               |                     |
| 27 aprile | U.S. Open 1941 Greenbrier, USA Terra rossa Singolare - Doppio                      | Fred Perry 4-6 9-7 6-3 6-2     | Dick Skeen               |               |                     |
| 27 aprile | U.S. Open 1941 Greenbrier, USA Terra rossa Singolare - Doppio                      |                                |                          |               |                     |
| 28 aprile | Torneo di Asheville 1941 Asheville, USA Singolare - Doppio                         | Bill Talbert 7-5 6-4 6-2       | Bobby Riggs              |               |                     |
| 28 aprile | Torneo di Asheville 1941 Asheville, USA Singolare - Doppio                         |                                |                          |               |                     |

### Maggio
| Settimana | Torneo                                                                     | Vincitore                           | Finalista                       | Semifinalisti | Eliminati ai quarti |
| --------- | -------------------------------------------------------------------------- | ----------------------------------- | ------------------------------- | ------------- | ------------------- |
| 5 maggio  | Tennessee Valley Championships 1941 Chattanooga, USA Singolare - Doppio    | Bobby Riggs 7-5 3-6 6-4 6-4         | Bill Talbert                    |               |                     |
| 5 maggio  | Tennessee Valley Championships 1941 Chattanooga, USA Singolare - Doppio    |                                     |                                 |               |                     |
| 18 maggio | California State Championships 1941 San Francisco, USA Singolare - Doppio  | Frank Andrew Parker 6-4 2-6 7-5 6-3 | Frank Kovacs                    |               |                     |
| 18 maggio | California State Championships 1941 San Francisco, USA Singolare - Doppio  |                                     |                                 |               |                     |
| 19 maggio | Brooklyn Championships 1941 New York, USA Singolare - Doppio               | Pancho Segura 3-6 4-6 6-1 6-1 6-2   | Ladislav Hecht                  |               |                     |
| 19 maggio | Brooklyn Championships 1941 New York, USA Singolare - Doppio               |                                     |                                 |               |                     |
| 25 maggio | Connecticut State Championships 1941 New Haven, USA Singolare - Doppio     | Bill Talbert 7-5 6-4 6-3            | Joseph Fishbach                 |               |                     |
| 25 maggio | Connecticut State Championships 1941 New Haven, USA Singolare - Doppio     |                                     |                                 |               |                     |
| 26 maggio | Southern California Championships 1941 Los Angeles, USA Singolare - Doppio | Frank Andrew Parker 6-4 6-2 6-0     | Frederick Ted Rudolph Schroeder |               |                     |
| 26 maggio | Southern California Championships 1941 Los Angeles, USA Singolare - Doppio |                                     |                                 |               |                     |

### Giugno
| Settimana | Torneo                                                                              | Vincitore                               | Finalista                        | Semifinalisti | Eliminati ai quarti |
| --------- | ----------------------------------------------------------------------------------- | --------------------------------------- | -------------------------------- | ------------- | ------------------- |
| 22 giugno | Middle States Championships 1941 Filadelfia, USA Singolare - Doppio                 | Joseph Fishbach                         | Richard McKee                    |               |                     |
| 22 giugno | Middle States Championships 1941 Filadelfia, USA Singolare - Doppio                 |                                         |                                  |               |                     |
| 1º giugno | U.S. Pro Tennis Championships 1941 Chicago, USA Terra rossa Singolare - Doppio      | Fred Perry 6-4 6-8 6-2 6-3              | Dick Skeen                       |               |                     |
| 1º giugno | U.S. Pro Tennis Championships 1941 Chicago, USA Terra rossa Singolare - Doppio      | Don Budge Fred Perry                    | Keith Gledhill Lester Stoefen    |               |                     |
| 1º giugno | Orange Club Championships 1941 South Orange, USA Singolare - Doppio                 | Frank Bowden 6-1 4-6 6-3 3-6 6-4        | Manuel Fernandes                 |               |                     |
| 1º giugno | Orange Club Championships 1941 South Orange, USA Singolare - Doppio                 |                                         |                                  |               |                     |
| 1º giugno | River Plate Championships 1941 Buenos Aires, Argentina Singolare - Doppio           | Heraldo Weiss 2-6 6-3 6-3 6-2           | ?                                |               |                     |
| 1º giugno | River Plate Championships 1941 Buenos Aires, Argentina Singolare - Doppio           |                                         |                                  |               |                     |
| 6 giugno  | Forest Hills Pro Championships 1941 New York, USA Erba Singolare - Doppio           | Fred Perry Round Robin                  | Bill Tilden Dick Skeen Don Budge |               |                     |
| 6 giugno  | Forest Hills Pro Championships 1941 New York, USA Erba Singolare - Doppio           |                                         |                                  |               |                     |
| 10 giugno | Missouri Valley Championships 1941 Saint Louis, USA Terra rossa Singolare - Doppio  | Bobby Riggs 6-0 7-5 7-5                 | Frank Parker                     |               |                     |
| 10 giugno | Missouri Valley Championships 1941 Saint Louis, USA Terra rossa Singolare - Doppio  |                                         |                                  |               |                     |
| 15 giugno | Triple A Championships 1941 Saint Louis, USA Singolare - Doppio                     | Frank Andrew Parker 6-2 6-4 6-2         | William Donald McNeill           |               |                     |
| 15 giugno | Triple A Championships 1941 Saint Louis, USA Singolare - Doppio                     |                                         |                                  |               |                     |
| 18 giugno | Eastern Grass Court Pro Championships 1941 Westchester, USA Erba Singolare - Doppio | Fred Perry 6-3 6-4 4-6 7-5              | Dick Skeen                       |               |                     |
| 18 giugno | Eastern Grass Court Pro Championships 1941 Westchester, USA Erba Singolare - Doppio |                                         |                                  |               |                     |
| 22 giugno | U.S. Men's Clay Court Championships 1941 Chicago, USA Singolare - Doppio            | Frank Andrew Parker 6-3 7-5 6-8 4-6 6-3 | Bobby Riggs                      |               |                     |
| 22 giugno | U.S. Men's Clay Court Championships 1941 Chicago, USA Singolare - Doppio            | Jack Kramer Frederick Schroeder         |                                  |               |                     |
| 29 giugno | New Jersey State Championships 1941 Orange, USA Singolare - Doppio                  | Frank Kovacs 1-6 6-1 6-3 6-1            | Jack Kramer                      |               |                     |
| 29 giugno | New Jersey State Championships 1941 Orange, USA Singolare - Doppio                  |                                         |                                  |               |                     |
| 30 giugno | Tournament of French Occupied Zone 1941 Parigi, Francia Singolare - Doppio          | Bernard Destremeau 8-6 6-2              | Henri Cochet                     |               |                     |
| 30 giugno | Tournament of French Occupied Zone 1941 Parigi, Francia Singolare - Doppio          |                                         |                                  |               |                     |
| 30 giugno | Tri-State Championships 1941 Cincinnati, USA Singolare - Doppio                     | Frank Andrew Parker 6-2 6-2 6-4         | Bill Talbert                     |               |                     |
| 30 giugno | Tri-State Championships 1941 Cincinnati, USA Singolare - Doppio                     | Frank Parker Gene Mako 6-2, 6-3         | William Talbert Ed Alloo         |               |                     |

### Luglio
| Settimana | Torneo                                                                            | Vincitore                               | Finalista                       | Semifinalisti | Eliminati ai quarti |
| --------- | --------------------------------------------------------------------------------- | --------------------------------------- | ------------------------------- | ------------- | ------------------- |
| 6 luglio  | Nassau Bowl 1941 Glen Cove, USA Singolare - Doppio                                | Wayne Sabin 6-0 13-11 6-3               | Sidney Wood                     |               |                     |
| 6 luglio  | Nassau Bowl 1941 Glen Cove, USA Singolare - Doppio                                |                                         |                                 |               |                     |
| 6 luglio  | Southern Championships 1941 Louisville, USA Singolare - Doppio                    | Bobby Riggs 5-7 7-5 9-7 1-6 7-5         | Don McNeill                     |               |                     |
| 6 luglio  | Southern Championships 1941 Louisville, USA Singolare - Doppio                    |                                         |                                 |               |                     |
| 8 luglio  | Eastern Clay Court Championships 1941 Jackson Heights, USA Singolare - Doppio     | Frank Andrew Parker 6-2 6-2 6-0         | Gene Mako                       |               |                     |
| 8 luglio  | Eastern Clay Court Championships 1941 Jackson Heights, USA Singolare - Doppio     |                                         |                                 |               |                     |
| 14 luglio | Spring Lake Invitation 1941 Spring Lake, USA Singolare - Doppio                   | Frank Andrew Parker 2-6 0-6 6-1 6-3 6-3 | Wayne Sabin                     |               |                     |
| 14 luglio | Spring Lake Invitation 1941 Spring Lake, USA Singolare - Doppio                   |                                         |                                 |               |                     |
| 14 luglio | Western Championships 1941 Indianapolis, USA Terra rossa Singolare - Doppio       | Bobby Riggs 7-5 3-6 10-8 6-4            | Don McNeill                     |               |                     |
| 14 luglio | Western Championships 1941 Indianapolis, USA Terra rossa Singolare - Doppio       |                                         |                                 |               |                     |
| 21 luglio | New York State Clay Court Championships 1941 Forest Hills, USA Singolare - Doppio | Frank Andrew Parker 6-1 6-3             | Ladislav Hecht                  |               |                     |
| 21 luglio | New York State Clay Court Championships 1941 Forest Hills, USA Singolare - Doppio |                                         |                                 |               |                     |
| 27 luglio | Seabright Invitational 1941 Seabright, USA Erba Singolare - Doppio                | Bobby Riggs 6-4 6-4 6-0                 | Frederick Ted Rudolph Schroeder |               |                     |
| 27 luglio | Seabright Invitational 1941 Seabright, USA Erba Singolare - Doppio                |                                         |                                 |               |                     |

### Agosto
| Settimana | Torneo                                                               | Vincitore                         | Finalista                       | Semifinalisti | Eliminati ai quarti |
| --------- | -------------------------------------------------------------------- | --------------------------------- | ------------------------------- | ------------- | ------------------- |
| 3 agosto  | Tournoi de France 1941 Parigi, USA Erba Singolare - Doppio           | Bernard Destremau 6-4 2-6 6-3 6-4 | Robert Ramillon                 |               |                     |
| 3 agosto  | Tournoi de France 1941 Parigi, USA Erba Singolare - Doppio           |                                   |                                 |               |                     |
| 3 agosto  | Southampton Invitation 1941 Southampton, USA Erba Singolare - Doppio | Bobby Riggs 6-2 6-2 6-3           | Frank Kovacs                    |               |                     |
| 3 agosto  | Southampton Invitation 1941 Southampton, USA Erba Singolare - Doppio |                                   |                                 |               |                     |
| 10 agosto | Eastern Grass Court Championships 1941 Rye, USA Singolare - Doppio   | Frank Kovacs 7-5 6-4 6-2          | Wayne Sabin                     |               |                     |
| 10 agosto | Eastern Grass Court Championships 1941 Rye, USA Singolare - Doppio   |                                   |                                 |               |                     |
| 18 agosto | Newport Casino Trophy 1941 Newport, USA Singolare - Doppio           | Don McNeill 6-4 6-4 6-4           | Frederick Ted Rudolph Schroeder |               |                     |
| 18 agosto | Newport Casino Trophy 1941 Newport, USA Singolare - Doppio           |                                   |                                 |               |                     |

### Settembre
| Settimana    | Torneo                                                                           | Vincitore                               | Finalista                  | Semifinalisti | Eliminati ai quarti |
| ------------ | -------------------------------------------------------------------------------- | --------------------------------------- | -------------------------- | ------------- | ------------------- |
| 7 settembre  | U.S. National Championships 1941 New York, USA Erba Singolare - Doppio           | Bobby Riggs 5-7 6-1 6-3 6-3             | Frank Kovacs               |               |                     |
| 7 settembre  | U.S. National Championships 1941 New York, USA Erba Singolare - Doppio           | Jack Kramer Ted Schroeder 9-7, 6-4, 6-2 | Wayne Sabin Gardnar Mulloy |               |                     |
| 11 settembre | Southern Transvaal Championships 1941 Johannesburg, Sudafrica Singolare - Doppio | Eric Sturgess 4-6 6-4 6-0 6-1           | William Muir               |               |                     |
| 11 settembre | Southern Transvaal Championships 1941 Johannesburg, Sudafrica Singolare - Doppio |                                         |                            |               |                     |
| 22 settembre | Pacific Southwest Championships 1941 Los Angeles, USA Cemento Singolare - Doppio | Frank Andrew Parker 7-5 6-0 6-1         | Frank Kovacs               |               |                     |
| 22 settembre | Pacific Southwest Championships 1941 Los Angeles, USA Cemento Singolare - Doppio |                                         |                            |               |                     |

### Ottobre
| Settimana | Torneo                                                                        | Vincitore                 | Finalista     | Semifinalisti | Eliminati ai quarti |
| --------- | ----------------------------------------------------------------------------- | ------------------------- | ------------- | ------------- | ------------------- |
| ottobre   | Queensland War Fund Championships 1941 Brisbane, Australia Singolare - Doppio | John Bromwich 4-6 8-6 6-4 | Jack Crawford |               |                     |
| ottobre   | Queensland War Fund Championships 1941 Brisbane, Australia Singolare - Doppio |                           |               |               |                     |
| 5 ottobre | Pacific Coast Championships 1941 Berkeley, USA Singolare - Doppio             | Frank Kovacs 6-2 6-2 6-1  | Bobby Riggs   |               |                     |
| 5 ottobre | Pacific Coast Championships 1941 Berkeley, USA Singolare - Doppio             |                           |               |               |                     |

### Novembre
| Settimana   | Torneo                                                                                | Vincitore                       | Finalista     | Semifinalisti | Eliminati ai quarti |
| ----------- | ------------------------------------------------------------------------------------- | ------------------------------- | ------------- | ------------- | ------------------- |
| 22 novembre | New South Wales War Fund Championships 1941 Sydney, Australia Singolare - Doppio      | Vivian McGrath 4-6 6-3 6-0      | John Bromwich |               |                     |
| 22 novembre | New South Wales War Fund Championships 1941 Sydney, Australia Singolare - Doppio      |                                 |               |               |                     |
| 23 novembre | Argentina International Championships 1941 Buenos Aires, Argentina Singolare - Doppio | Don McNeill 6-3 8-6 0-6 7-9 7-5 | Jack Kramer   |               |                     |
| 23 novembre | Argentina International Championships 1941 Buenos Aires, Argentina Singolare - Doppio |                                 |               |               |                     |
| 29 novembre | Victoria War Fund Championships 1941 Melbourne, Australia Singolare - Doppio          | Jack Crawford                   | John Bromwich |               |                     |
| 29 novembre | Victoria War Fund Championships 1941 Melbourne, Australia Singolare - Doppio          |                                 |               |               |                     |

### Dicembre
| Settimana   | Torneo                                                                      | Vincitore                                           | Finalista     | Semifinalisti | Eliminati ai quarti |
| ----------- | --------------------------------------------------------------------------- | --------------------------------------------------- | ------------- | ------------- | ------------------- |
| dicembre    | Sydney Metropolitan Championships 1941 Sydney, Australia Singolare - Doppio | Jack Crawford 5-7 6-1 6-4                           | John Bromwich |               |                     |
| dicembre    | Sydney Metropolitan Championships 1941 Sydney, Australia Singolare - Doppio |                                                     |               |               |                     |
| 31 dicembre | Sugar Bowl Invitation 1941 New Orleans, USA Singolare - Doppio              | Frederick Ted Rudolph Schroeder 4-6 1-6 8-6 6-4 6-4 | Pancho Segura |               |                     |
| 31 dicembre | Sugar Bowl Invitation 1941 New Orleans, USA Singolare - Doppio              |                                                     |               |               |                     |

## Pro tour
Nel corso dell'anno si giocarono diversi tornei che facevano parte dei pro tour: un insieme di tornei composti da pochi partecipanti: da 2, 4 o 6 giocatori in cui i migliori tennisti si sfidavano in scontri diretti in varie località. Il vincitore del tour era il tennista che aveva un vantaggio nei testa a testa con gli altri giocatori.
| Data                  | Località             | Nome del tour       | Partecipanti                            |
| --------------------- | -------------------- | ------------------- | --------------------------------------- |
| 3 gennaio - 30 maggio | Stati Uniti e Canada | World Pro Tour 1941 | Don Budge (46-7-1) Bill Tilden (7-46-1) |
| giugno - settembre    | Stati Uniti e Canada | World Pro Tour 1941 | Fred Perry (20-3) Bill Tilden (3-20)    |